# Павле Медаковић
Павле Медаковић (Београд, 11. октобар 1953) српски je диригент.

## Биографија

### Образовање
Дипломирао је 1978. на одсеку за дириговање београдског Факултета музичке уметности у класи професора Живојина Здравковића.
Има две магистратуре: у Бечу на Универзитету за музику и сценску уметност 1982. у класи професора Карла Естерајхера и у Београду на ФМУ 1990. у класи професора Јована Шајновића.

### Уметничка каријера
Уметничку каријеру започео је још за време студија 1975. године, када је постао други диригент у Хору АКУД Бранко Крсмановић, са којим је освојио две прве награде на такмичењу хорова у Београду 1976. године (за најбоље свеукупно хорско певање на такмичењу и за премијерно извођење задате композиције). Исте године учествовао је у оснивању Камерне опере у Београду и био њен први диригент. Опера је била основана при ФМУ, а касније је постала самостална. Са овом опером у току пет година, од 1976. до 1981. године успешно је остварио седам премијера: Сеоске певачице, Валентина Фиоравантија; Разочарани муж, Доменика Чимарозе; Свилене лествице, Ђоакина Росинија; Просидба, Лучана Саија; Дјамила, Жоржа Бизеа, Како насамарити господина Пурсоњака, Душана Радића и Чаробна виолина, Ј. Офенбаха. Гостовао је у многим градовима тадашње СФРЈ - три пута је учествовао на Фестивалу камерне опере и балета у Осијеку, затим на Фестивалу у Сарајеву и Мокрањчевим данима у Неготину. На Фестивалу савремене музике у Удинама (Италија) извођењу „Просидбе“ присуствовао је и сам композитор Лучано Саи, некадашњи уметнички директор Миланске скале и Фестивала у Верони. Две године 1978. и 1979, као један од оснивача оркестра, био је асистент диригента Борислава Пашћана у Младим филхармоничарима Београда (данас, Филхармонија младих Борислав Пашћан).
На усавршавању је био у Француској код диригента Пјера Дервоа, једног од најзначајнијих француских диригената као и у Немачкој код Сергиу Челибидакија.
Шеф диригент Симфонијског оркестра Мостар и мостарског Хора Абрашевић био је од 1983. до 1985. године. У том периоду одржао је око 70 концерата. Диригент Хора Абрашевић у Београду постао је 1986. године. Од 1988. године је шеф диригент Уметничког ансамбла Станислав Бинички. Био је уметнички руководилац и диригент Оркестра Женес музикал (Јеunesse musicale) на манифестацији Француско-југословенска музичка недеља две године (1981. и 1982). Године 1996. и 1997. као диригент хора водио је Летњу духовну академију у Студеници. Наступао је са водећим домаћим оркестрима а за Радио и ТВ реализовао више трајних снимака. Од априла 2000 године био је директор Београдске филхармоније. Гостовао је у многим земљама Европе - Италији, Немачкој, Аустрији, Бугарској, Пољској, Француској, Шпанији - сарађујући са угледним симфонијским оркестрима као што су Дрезденска филхармонија, (био је први српски диригент који је наступио са овим оркестром), Филхармонија Игњац Падеревски у Пољској (са којим од 1986. до данас има успешну сарадњу као гост-диригент), Симфонијски оркестар у Севиљи (Шпанија). Сарадњу је остварио и са Филхармонијом у Бургасу и граду Русе (Бугарска), Македонском филхармонијом, Радио оркестром Варшаве и др Професор оркестра на Академији лепих уметности у Београду. Члан је Удружења музичких уметника Србије (УМУС).

## Лични живот
Његова мајка била је пијанисткиња Вера Вељков, а отац академик Дејан Медаковић.